# Anton Heida
Anton Heida (né en 1878 à Prague) était un gymnaste américain. Il est notamment connu pour avoir gagné 5 médailles d'or en moins d'une année entre le saut de cheval, la barre fixe, le cheval d'arçon, le concours général individuel et le concours général par équipe.

## Palmarès

### Jeux olympiques
- Saint-Louis 1904
  -  médaille d'or par équipes
  -  médaille d'or au concours complet 4 épreuves
  -  médaille d'or au cheval d'arçons
  -  médaille d'or au saut de cheval
  -  médaille d'or à la barre fixe
  -  médaille d'argent aux barres parallèles